# Val-de-Roulans
Val-de-Roulans is een gemeente in het Franse departement Doubs (regio Bourgogne-Franche-Comté) en telt 84 inwoners (1999). De plaats maakt deel uit van het arrondissement Besançon.

## Geografie
De oppervlakte van Val-de-Roulans bedraagt 3,0 km², de bevolkingsdichtheid is 28,0 inwoners per km².
De onderstaande kaart toont de ligging van Val-de-Roulans met de belangrijkste infrastructuur en aangrenzende gemeenten.

## Demografie
Onderstaande figuur toont het verloop van het inwonertal (bron: INSEE-tellingen).